# 네즈 미코
네즈 미코(根津美子)는 일본의 만화 및 애니메이션 안녕, 절망선생의 등장 인물이다. 이름은 "다단계 판매(ネズミ講, 네즈미 코우)"에서 따온것으로 추측된다.

## 외관
- 학생이라 평소에는 교복을 입고다닌다. 사복은 캐주얼한 옷을 선호하는 것으로 보인다.
- 헤어스타일은 흑발의 단발 보브컷이다.
- 키는 본편에 등장하는 다른 여학생에 비해 약간 큰 편.
- 가슴크기는 작은 편.
- 눈매는 약간 졸린 듯 하면서도, 날카롭다.

## 성격
- 계산적이고 치밀한 성격이다.
- 본편의 다른 등장인물에 비해 약았고, 냉정하다.

## 특징
일본 도쿄 코이시카와 구에 소재한 고등학교의 2학년 헤(4)반에 재학 중이다. 출석번호는 26번. 성적은 높은 편.

### AKaBane84
본편에 등장하는 아이돌 그룹인 AKaBane84의 주 멤버중 한명이다.

### 마루우치 쇼코
본편의 등장인물 마루우치 쇼코와 페어로 활동한다.

## 특기
무한 연쇄 판매, 악덕 상술등의 기술의 소유자. 본편내에서는 마루우치 쇼코와 함께 다른 등장인물과 엑스트라들을 착취한다. 주식쪽에도 손을 대고있는 것으로 추측된다.